# Stehende Welle (Strömung)

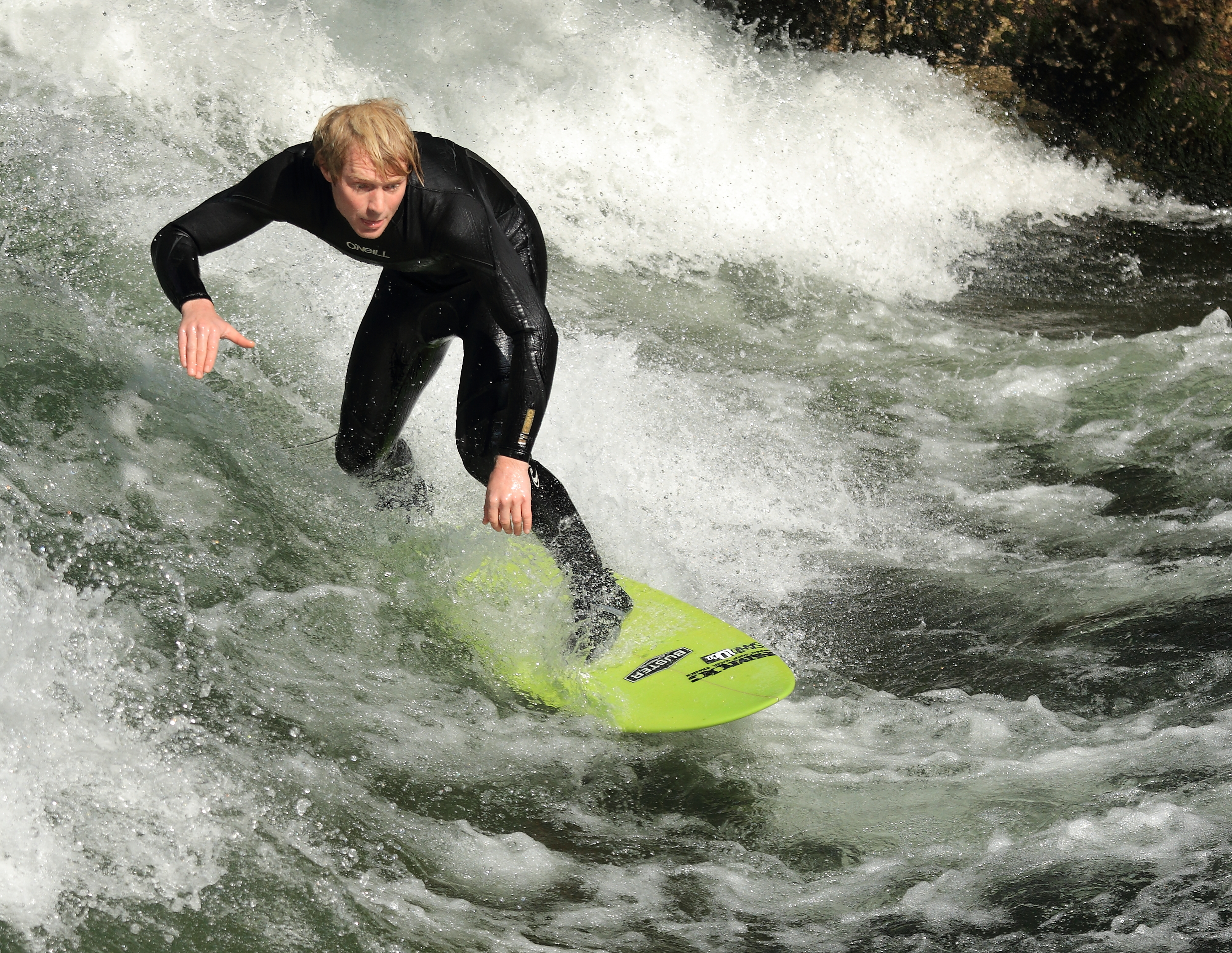
Surfer auf der stehenden Welle im Münchner Eisbach

Eine stehende Welle entsteht auf der Oberfläche eines Fließgewässers, wenn Wasser im schießenden Strömungszustand ein Hindernis überfließt. Voraussetzung dafür ist ein Fließgewässer mit geringer Tiefe, in dem die Trägheit des Wassers dessen Gravitation aufgrund der überkritischen Fließgeschwindigkeit (Froude-Zahl: > 1,7) überwindet und somit weder durch das Hindernis nennenswert abgebremst noch zur Seite gedrängt wird. Das Hindernis kann dabei beispielsweise aus großen am Boden des Flusses liegenden Felsen oder einer Stufe im Flussbett bestehen.
Stehende Wellen sind eine der Herausforderungen für die Sportler beim Wildwasserpaddeln. Gelegentlich sind stehende Wellen ausreichend groß und gleichmäßig, dass sie mit Surfbrettern befahren werden können. Übertreten stehende Wellen eine Froude-Zahl von 4,5 beginnt der Übergang in den klassischen Wechselsprung mit ausgeprägter Deckwalze, welcher für Surfer selten befahrbar ist.

## Künstliche Wellen
Eine der ersten künstlichen Wellen war die Eisbachwelle in München. Hier war eine geeignete Grundform vorhanden, die von lokalen Surfern optimiert wurde. Andere Wellen bzw. Walzen sind bei Plattling und im Augsburger Eiskanal. 2001 wurde in Graz (Österreich) die Radetzkywelle für Kajaker und Surfer gebaut. 2003 fand dort die Kajak-Freestyle-Weltmeisterschaft statt. Die Almwelle in Salzburg wurde 2010 gebaut.
Im November 2019 eröffnete das Start-up Wellenwerk Berlin die erste Inline-Welle in der Hauptstadt, in einer umgebauten Lagerhalle des Zwischenpumpwerks Lichtenberg. Unter Anleitung kann dort das Wellenreiten erlernt werden. Wellenreiten ist bei den Olympischen Sommerspielen 2020 als olympische Disziplin gelistet.